# ポール・スウィングス
ポール・F・スウィングス（Pol F. Swings、1906年9月24日 - 1983年10月28日）は、ベルギーの天体物理学者である。恒星や彗星の組成や構造の研究で知られ、分光法を用いて天体、特に彗星に含まれる元素を特定した。

## 来歴
リエージュ大学を卒業し、1932年から1975年まで同大学で分光学と天体物理学の教授を務めた。1939年から1943年までと1946年から1952年まで、アメリカのシカゴ大学で客員教授を務めた。
1930年代に彗星分光学の分野を研究し、スウィングス・バンドとスウィングス効果を発見した。スウィングス・バンドは、彗星からのスペクトル中の炭素のラジカルに由来する強い輝線である。スウィングス効果は、スリット分光器を用いて発見されたもので、太陽放射の一部による蛍光に起因するとされている。さらに、スウィングスは星間空間の分光を研究し、恒星の自転、星雲、新星、変光星などの研究を行った。
1948年にベルギーの権威ある賞であるフランキ賞を受賞した。1958年ジュール・ジャンサン賞受賞。1964年から1967年まで国際天文学連合(IAU)の会長を務めた。
1981年、世界文化理事会の創設メンバーとなった。
小惑星帯の小惑星「スウィングス」(1637 Swings)は、彼の名前にちなんで命名された。